# Playa de Los Náufragos

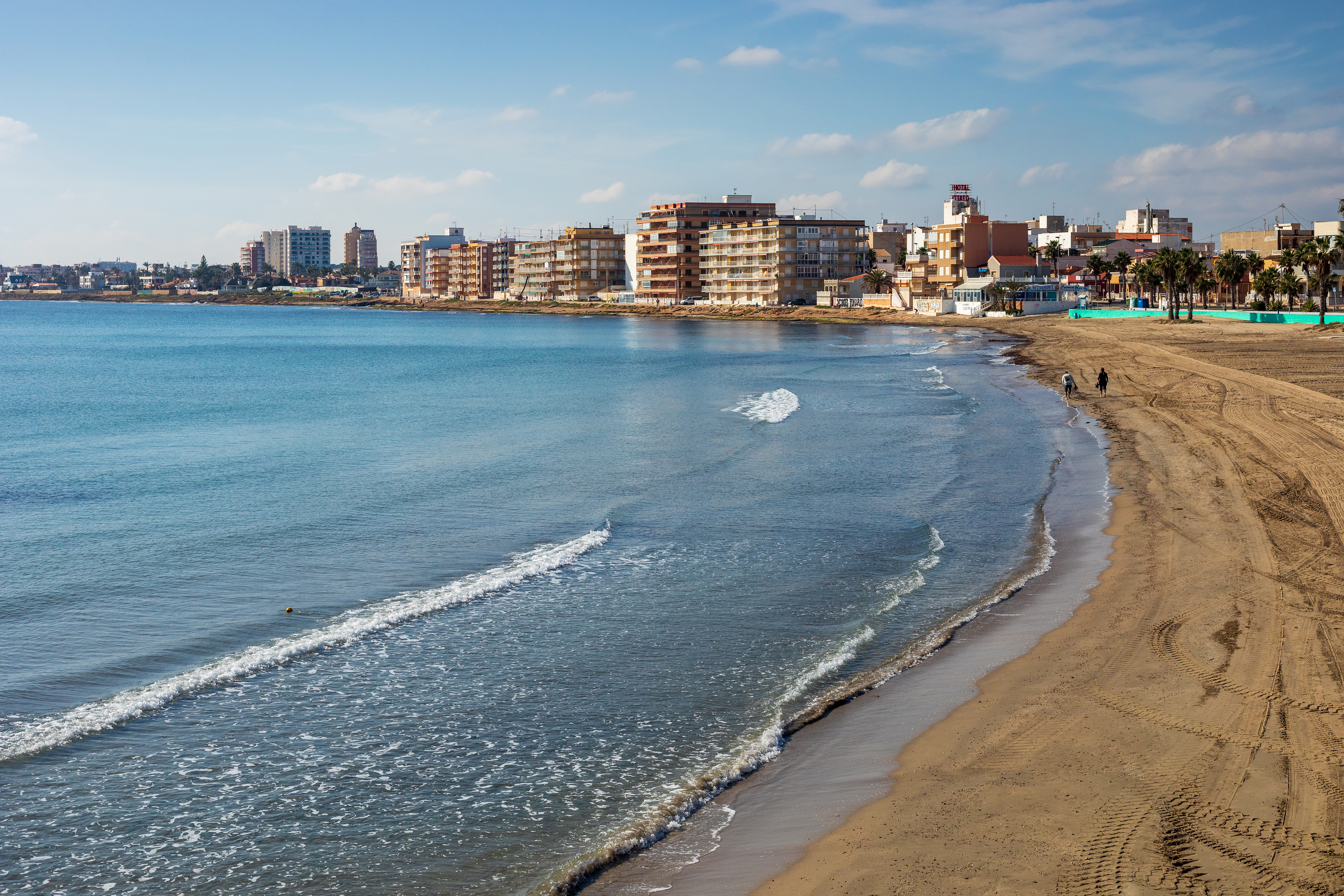
Playa de los Náufragos.

La playa de Los Náufragos es una playa de arena del municipio de Torrevieja en la provincia de Alicante (España).
Esta playa limita al norte con el espigón del puerto de Torrevieja y al sur con el sector rocoso del barrio de San Roque y tiene una longitud de 300 m, con una amplitud de 30 m.
Se sitúa en un entorno urbano, disponiendo de acceso por calle. Cuenta con paseo marítimo y parking delimitado. Dispone de acceso para personas con discapacidad. Es una playa balizada, con zona balizada para la salida de embarcaciones.
- Esta playa cuenta con el distintivo de Bandera Azul desde 1996